# Heglau

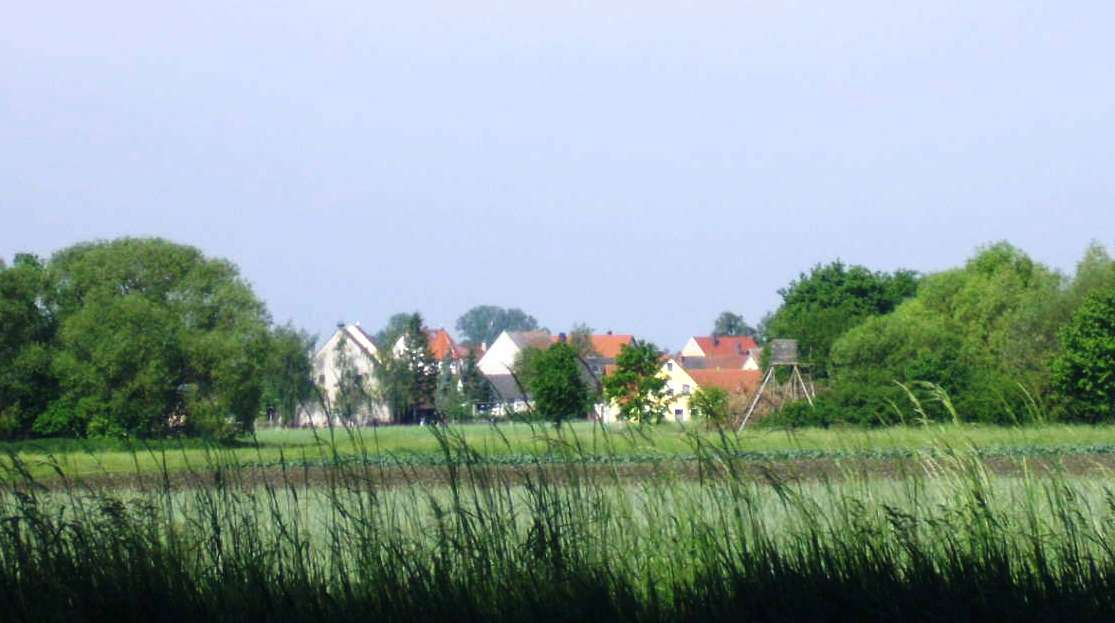
Heglau aus der Ferne

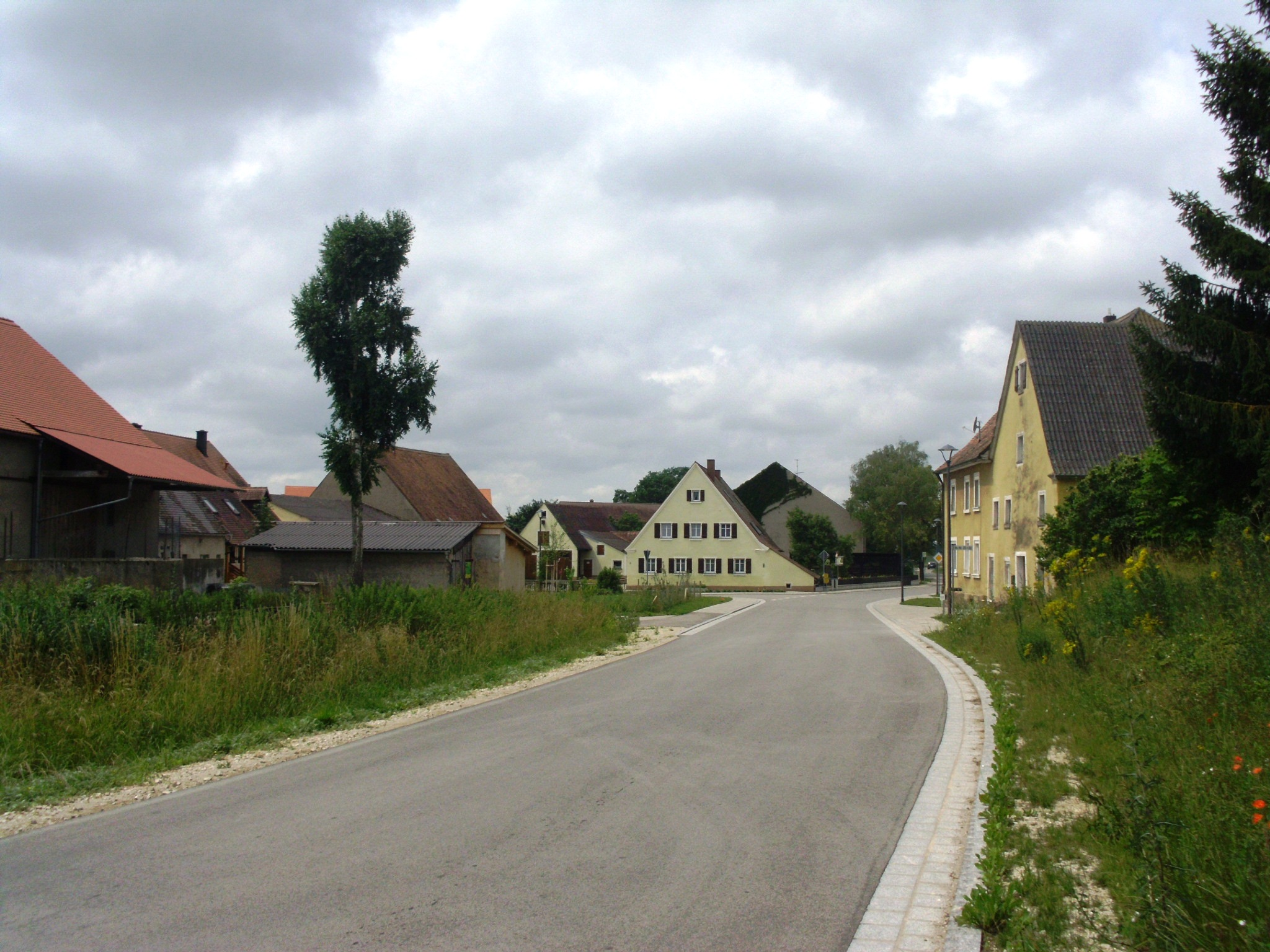
Heglau

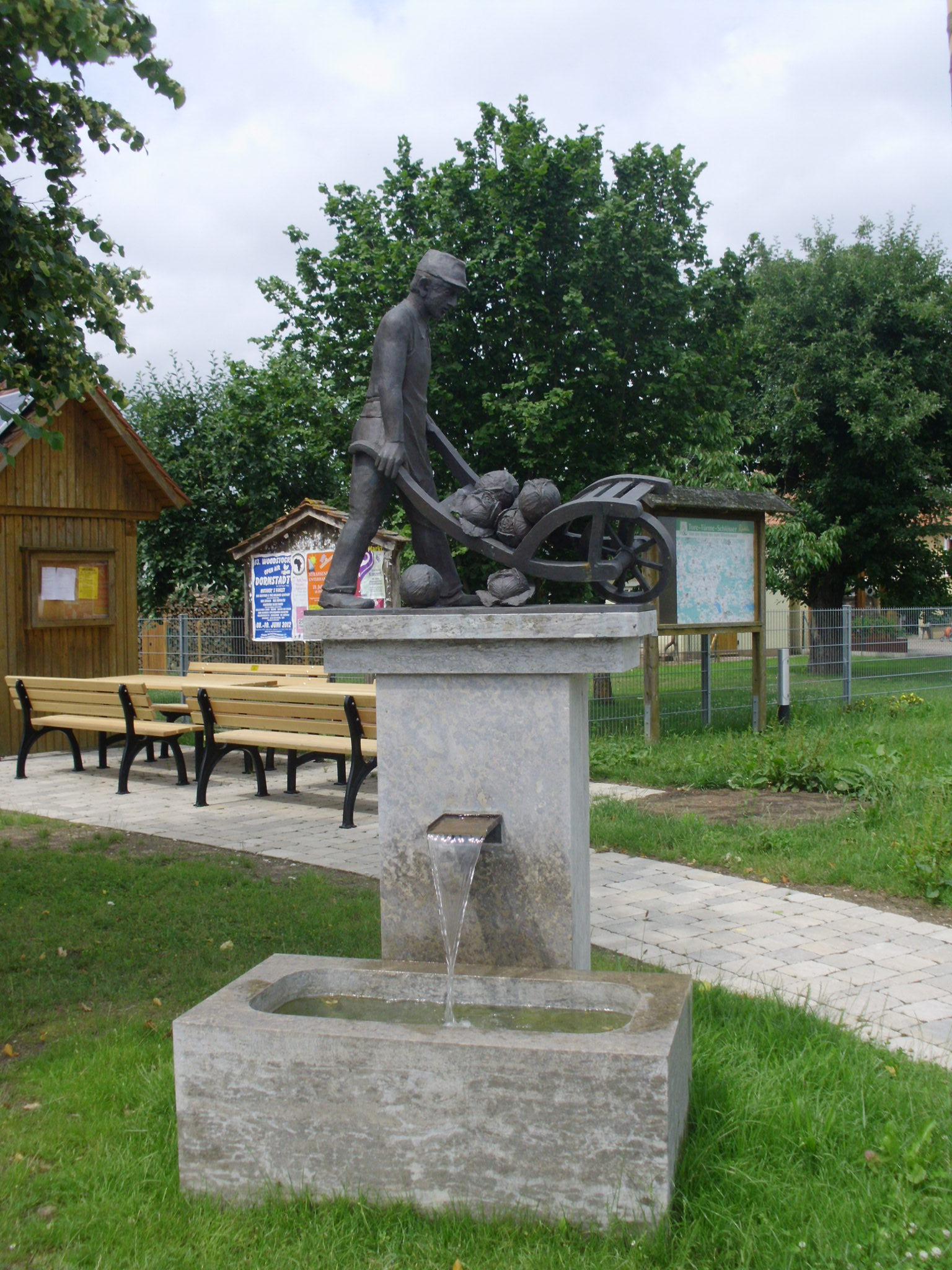
Krautbrunnen am Dorfplatz

Heglau (fränkisch: Hehgla) ist ein Gemeindeteil der Stadt Merkendorf im Landkreis Ansbach (Mittelfranken, Bayern). Die Gemarkung Heglau hat eine Fläche von 2,275 km². Sie ist in 302 Flurstücke aufgeteilt, die eine durchschnittliche Fläche von 7533,25 m² haben. In ihr liegt neben dem namensgebenden Ort der Gemeindeteil Dürrnhof.

## Geografie
Das Dorf liegt am Heglauer Mühlbach, einem linken Zufluss der Altmühl. Der Bahngraben und der Scherwiesengraben münden dort als rechte Zuflüsse in den Heglauer Mühlbach. Im Osten liegt die Flur Katzenzipfel und der Mönchswald. Im Nordosten liegt die Flur Gostenloh, im Südwesten die Etzwiesen. Am Rande des Mühlbachs liegt das Naturschutzgebiet Heglauer Wasen.
Über die Kreisstraße AN 59 gelangt man nach Hirschlach (2 km westlich) bzw. die Bundesstraße 13 kreuzend an Dürrnhof und Selgenstadt vorbei nach Mitteleschenbach (7,5 km nordöstlich). Eine Gemeindeverbindungsstraße führt nach Merkendorf zur B 13 (2 km nördlich).

## Geschichte
Der Ort wurde 1187 als „Heglin“ in einer Urkunde des Klosters Heilsbronn erstmals erwähnt. Der Ortsname setzt sich aus dem mittelhochdeutschen Wort „hege“ (= Dorngesträuch, Gebüsch) und dem Diminutivsuffix zusammen und bedeutet also Siedlung zu dem kleinen Dorngesträuch.
Der heilsbronner Abt Arnold erwarb zu dieser Zeit in Heglau einen zu Ornbau gehörenden Zehnt. Um einen Weiher im Ortsgebiet von Heglau gab es immer wieder Streit zwischen dem Kloster Heilsbronn und den Herren von Lentersheim, die das Schloss Altenmuhr bei Altenmuhr bewohnten. Weil das Kloster Heilsbronn im 16. Jahrhundert evangelisch wurde, wurde Heglau auch evangelisch.
Im 16-Punkte-Bericht des Oberamts Windsbach aus dem Jahr 1608 wurden für „Heglach“ 12 Mannschaften verzeichnet: die Mühle, 2 Höfe und 9 Güter hatten alle das Verwalteramt Merkendorf als Grundherrn. Das Hochgericht übte das brandenburg-ansbachische Kasten- und Stadtvogteiamt Windsbach aus. Laut dem 16-Punkte-Bericht des heilsbronnischen Vogtamts Merkendorf aus dem Jahr 1616 gab es 14 Mannschaften (2 Höfe und 12 Güter). Der Ort wurde im Dreißigjährigen Krieg vollkommen zerstört.
Gegen Ende des 18. Jahrhunderts gab es in Heglau 17 Anwesen (2 Höfe, 2 Halbhöfe, 5 Viertelhöfe, 2 Gütlein, 2 Viertelgüter, 1 Mühle, 1 Wirtshaus, 2 Leerhäuser) und ein Gemeindehirtenhaus. Das Hochgericht übte das Kasten- und Stadtvogteiamt Windsbach aus. Die Dorf- und Gemeindeherrschaft und die Grundherrschaft über alle Anwesen hatte das Verwalteramt Merkendorf. Von 1797 bis 1808 unterstand der Ort dem Justiz- und Kammeramt Windsbach. Zu dieser Zeit gab es 16 Untertansfamilien.
1806 kam Heglau an das Königreich Bayern. Im Rahmen des Gemeindeedikts wurde Heglau dem 1808 gebildeten Steuerdistrikt Hirschlach und der 1810 gegründeten Ruralgemeinde Hirschlach zugeordnet. Mit dem Zweiten Gemeindeedikt (1818) entstand die Ruralgemeinde Heglau, zu der Dürrnhof gehörte. Sie war in Verwaltung und Gerichtsbarkeit dem Landgericht Heilsbronn zugeordnet und in der Finanzverwaltung dem Rentamt Windsbach. Von 1857 bis 1862 gehörte Heglau zum Landgericht Gunzenhausen, ab 1862 zum Bezirksamt Gunzenhausen (1939 in Landkreis Gunzenhausen umbenannt) und ab 1865 zum Rentamt Gunzenhausen (1919 in Finanzamt Gunzenhausen umbenannt). Die Gerichtsbarkeit blieb von 1862 bis 1879 beim Landgericht Heilsbronn, von 1880 bis 1973 war das Amtsgericht Gunzenhausen zuständig. Die Gemeinde hatte 1964 eine Gebietsfläche von 2,275 km².
Im Zuge der Gebietsreform in Bayern kam die Gemeinde Heglau am 1. Januar 1971 zur Stadt Merkendorf. Seit 1972 gehört Heglau zum Landkreis Ansbach, ein Jahr später wurde es dem Amtsgericht Ansbach und dem Finanzamt Ansbach zugeordnet.
1998 ließ sich in Heglau ein Krautverwertungsbetrieb nieder.
Seit 2001 wird in Heglau jeweils am dritten Sonntag im September das Krautfest mit der Merkendorfer Krautkönigin gefeiert.
In Heglau wurde von der Stadt Merkendorf 2010 ein einfaches Dorferneuerungsverfahren durchgeführt, das 2011 erfolgreich mit der Einweihung eines Krautbrunnens am Dorfplatz abgeschlossen werden konnte. Die Mittel stammten aus dem Konjunkturpaket II der Bundesregierung.

### Einwohnerentwicklung
Gemeinde Heglau
| Jahr      | 1818   | 1840   | 1852   | 1855   | 1861   | 1867   | 1871   | 1875   | 1880   | 1885   | 1890   | 1895   | 1900   | 1905   | 1910   | 1919   | 1925   | 1933   | 1939   | 1946   | 1950   | 1952   | 1961   | 1970   |
| Einwohner | 132    | 123    | 162    | 152    | 147    | 152    | 147    | 146    | 148    | 157    | 146    | 141    | 130    | 142    | 150    | 143    | 126    | 130    | 131    | 226    | 212    | 189    | 151    | 156    |
| Häuser    | 23     | 25     |        |        |        |        | 25     |        |        | 25     | 24     |        | 24     |        |        |        | 23     |        |        |        | 24     |        | 26     |        |
| Quelle    | [ 23 ] | [ 24 ] | [ 25 ] | [ 25 ] | [ 26 ] | [ 27 ] | [ 28 ] | [ 29 ] | [ 30 ] | [ 31 ] | [ 32 ] | [ 25 ] | [ 33 ] | [ 25 ] | [ 34 ] | [ 25 ] | [ 35 ] | [ 25 ] | [ 25 ] | [ 25 ] | [ 36 ] | [ 25 ] | [ 17 ] | [ 37 ] |

Ort Heglau
| Jahr      | 001818 | 001840 | 001861 | 001871 | 001885 | 001900 | 001925 | 001950 | 001961 | 001970 | 001987 | 001991 | 002010 | 002020 |
| Einwohner | 107    | 100    | 107    | 120    | 129    | 98     | 99     | 167    | 125    | 124    | 104    | 106    | 108    | 111    |
| Häuser    | 18     | 20     |        |        | 20     | 19     | 18     | 19     | 21     |        | 22     |        |        |        |
| Quelle    | [ 23 ] | [ 24 ] | [ 26 ] | [ 28 ] | [ 31 ] | [ 33 ] | [ 35 ] | [ 36 ] | [ 17 ] | [ 37 ] | [ 38 ] | [ 39 ] | [ 1 ]  | [ 1 ]  |

## Religion
Der Ort ist seit der Reformation evangelisch-lutherisch geprägt und bis heute nach Unserer Lieben Frau (Merkendorf) gepfarrt. Die Einwohner römisch-katholischer Konfession waren ursprünglich nach St. Jakobus (Ornbau) gepfarrt, heute ist die Pfarrei Liebfrauenmünster (Wolframs-Eschenbach) zuständig.

## Politik
| Bürgermeister  | Amtszeit                                   |
| -------------- | ------------------------------------------ |
| Michael Reuter | Um 1846                                    |
| Johann Reuter  | Um 1856                                    |
| Johann Heumann | 1946–1970                                  |
| Georg Uhlmann  | 23.08.–31.12.1970 (Auflösung der Gemeinde) |